# WinDbg
WinDbg — многоцелевой отладчик для Microsoft Windows, операционной системы, распространяемый Microsoft.

## Описание
Позволяет проводить отладку, процесс поиска и устранения ошибок в системе, изучать работу программного обеспечения в качестве помощи в разработке. Можно использовать для отладки приложений режима пользователя, драйверов устройства и самой операционной системы в режиме ядра.
Некоторые дизассемблеры, например IDA и Radare2, поддерживают протокол WinDbg, хотя таковой не документирован.